# Man of Simple Pleasures
Singles de Kasabian
Goodbye Kiss
(2011) eez-eh
(2014)
Pistes de Velociraptor!
Re-Wired
(8) Switchblade Smiles
(10)
Man of Simple Pleasures est le quatrième single du quatrième album studio du groupe de rock britannique Kasabian publié le 7 mai 2012. Il ne rentre pas dans le classement britannique des ventes de singles.

## Classement
| Classement musical                      | Meilleure position |
| --------------------------------------- | ------------------ |
| Belgique (Flandre Ultratop 50 Singles)  | 55                 |
| Belgique (Wallonie Ultratop 50 Singles) | 41                 |

## Liste des chansons
Toute la musique est composée par Sergio Pizzorno.
| 1. | Man of Simple Pleasures               | 3:51 |
| 2. | Days Are Forgotten (KOAN Sound Remix) | 3:47 |